# Lophopidae
Lophopidae zijn een familie van insecten die behoren tot de onderorde cicaden (Auchenorrhyncha). 

## Taxonomie
De volgende taxa zijn bij de familie ingedeeld:
- Magia